# Турівська сільська рада (Згурівський район)
Турівська сільська рада — адміністративно-територіальна одиниця та орган місцевого самоврядування у Згурівському районі Київської області з адміністративним центром у с. Турівка.

## Загальні відомості
Історична дата утворення: в 1920 році. Водоймища на території, підпорядкованій даній раді: р. Перевід.

## Населені пункти
Сільській раді підпорядковані населені пункти:
- с. Турівка
- с. Іллінське
- с. Петрівське
- с. Урсалівка

| width="30%" | 
|}

## Склад ради
Рада складається з 12 депутатів та голови.

### Керівний склад ради
| ПІБ                      | Основні відомості                                                 | Дата обрання | Дата звільнення |
| ------------------------ | ----------------------------------------------------------------- | ------------ | --------------- |
| Волочнюк Валентин Якович | Сільський голова, 1965 року народження, освіта, безпартійний      | 26.03.2006   | 31.10.2010      |
| Волочнюк Валентин Якович | Сільський голова, 1965 року народження, освіта вища, безпартійний | 31.10.2010   |                 |

Примітка: таблиця складена за даними джерела